# Ликаволи, Питер
Питер Джозеф Ликаволи (англ. Peter Joseph Licavoli; 7 июня 1902, Сент-Луис, Миссури, США — 11 января 1984, Тусон, округ Пима, Аризона, США) — италоамериканский гангстер, один из многих членов семьи Ликаволи, причастных к организованной преступности.
Начал криминальную карьеру в родном Сент-Луисе, на протяжении всей эпохи «сухого закона» вёл преступную деятельность в Детройте и Толидо (Огайо). В 1930-х годах был признан виновным в даче взятки федеральному чиновнику и провёл два года в федеральной тюрьме в Левенуэрте (Канзас). Его семь раз арестовывали, судили или подозревали в убийстве и семь раз отпускали. Его брат Доминик женился на Розали Дзерилли, старшей дочери босса Детройтского партнерства Джозефа Дзерилли. В 1944 году Питер Ликаволи уехал в Аризону, где жил на ранчо Грейс недалеко от Тусона до своей смерти в 1984 году.

## Семейные отношения
Питер Ликаволи родился в Сент-Луисе и рос в относительно еврейском районе. Его криминальная карьера начались, когда он, его брат Томас «Йонни» Ликаволи и двоюродный брат Джеймс Ликаволи присоединились к банде Руссо. Вместе со своими братьями Ликаволи в основном занимался незаконными азартными играми, а полсе введения «сухого закона» переехал в Детройт. После переезда в Детройт Йонни и Джеймсу не так повезло, как Питу. В то время как Йонни был арестован за причастность к убийству бутлегера в Толидо, а Джеймс сбежал в Питтсбург, опасаясь смерти, Пит оставался в Детройте, где много работал с местными еврейскими бандами.
Мало что известно о раннем участии Ликаволи в бандитской жизни в Сент-Луисе, но по мере того, как он путешествовал по стране, его список известных сообщников пополнялся известными гангстерами с всего Среднего Запада и даже Нью-Йорка. В Детройте Джозеф Питер вёл дела с Джзефом Массеи. Его невестка была замужем за Сэмом Дзерилли, который вместе с Джозефом Дзерилли был известным криминальным авторитетом в Детройте. Питера Ликаволи обвиняли в использовании политического влияния на сенатора США от Индианы Хомера Кейпхарта. В 1940-х годах Ликаволи настаивал на принятии законопроекта, который предотвратил бы депортацию его зятя Фрэнка Каммарата. Хотя Питер так и не был осуждён, зная его отношения с сенатором и сроки принятия законопроекта легко можно было предположить наличие закулисной сделки.
Двоюродный брат Ликаволи, с которым он вырос, Джеймс Ликаволи впоследствии стал очень уважаемым криминальным авторитетом в Кливленде. В 1976 году он возглавил семью Кливленда и был ключевой фигурой в последующей за этим войне против ирландского гангстера Дэнни Грина, в результате которой Кливленде в 1970-х годах заработал в прессе неофициальное звание «Города-бомбы США» (Bomb City U.S.A.). Однако информации о какой-либо причастности Пита к этой части жизни Джеймса мало.

## Детройт
Переехав в Детройт из Сент-Луиса, Пит стал членом детройтской мафии. Он играл важную роль во время «сухого закона» и участвовал во многих махинациях, которые происходили в то время. В 1928 году он подкупил таможенника, чтобы тот не мешел его банде контрабандно ввозить виски через границу из Канады. Позже, в 1933 году, Ликаволи признал себя виновным по обвинению в полкупе после того, как подкупленный им таможенник дал против него показания. За это преступление Ликаволи приговорили к 2 годам тюрьмы. Кроме того, его опознал свидетель убийства бутлегера из Толидо Генри Тупанси. Полиция заявила, что это убийство было частью войны между бутлегерскими бандами. Два других свидетеля изменили свои показания, опровергая причастность Ликаволи к убийству. В 1943 году большое жюри предъявило Ликаволи и ещё 4 мужчинам обвинение в даче ложных показаний отделу по налогам на алкоголь. Эти обвинения были предъявлены после того, как полиция отследила 100 бочек виски, которые в конечном итоге были проданы барам Детройта. Они утверждали, что Ликаволи был крупнейшим распространителем нелегального спиртного после того, как один из его сообщников был арестован в гараже с сотнями ящиков спиртного.
Пит, возможно, также был вовлечён в автомобильную промышленность. Во время своих показаний перед комитетом Сената бывший сотрудник Ford Motor Бад Холт рассказал, что в 1935 году Пит помогал набирать сотрудников в сервисный отдел компании, чтобы «решить определённые проблемы». По словам Холта, позже Ликаволи потребовал более высокой заработной платы для своих людей, что, в свою очередь, принесло ему финансовую выгоду. Холт также рассказал, что Ликаволи напал на директора Ford по персоналу Гарри Беннета после того, как тот уволил людей Ликаволи. Однако во время слушаний Холт опроверг это утверждение. Кроме того, Пит был допрошен во время расследования организованной преступности в торговле между штатами комитетом Кефовера в 1951 году. Когда его спросили о роде занятий, судимостях и сообщниках. Ликаволи отказался отвечать почти на все вопросы, заявив, что его ответ может быть использован против него. Во время слушания Ликаволи отрицал, что когда-либо встречался с Гарри Беннеттом или имел с ним разногласия.

## Отель Gotham
Питер Ликаволи играл важную роль в игорном бизнесе детройтской мафии, важную частью которого была отель Gotham. Построенный в 1920-х годах как высококлассный отель Martinique, который в основном обслуживал белых жителей Детройта, он закрылся из-за низкой доходности. В 1943 году здание на Оркестра-плейс было куплено Джоном Уайтом, Уолтером Норвудом и Ирвингом Роаном, а отель был переименован в Gotham.
Три владельца отеля Gotham приобрели здание с целью превратить его в роскошный отель для афроамериканского сообщества Детройта. В те года из-за расовой дискриминации чернокожим жителям Детройта запрещалось проживать во многих городских отелях. Отель Gotham преуспел в достижении своей цели стать роскошным местом для чернокожих, в том числе благодаря своему исключительному расположению, стильному декору и первоклассным удобствам Визиты афроамериканских знаменитостей, таких как Джеки Робинсон, Сэмми Дэвис-младший, Билли Холидей, Джесси Оуэнса и многих других, стали показателем успеха. Однако успех отеля был быстро подорван незаконной деятельностью детройтской мафии.
Джон Уайт, один из владельцев отеля Gotham, использовал его как прикрытие для проведения незаконных игр в покер. Политики и полицейские детективы были частыми гостями отеля, заодно обеспечивая безопасность. Так было до 9 ноября 1962 года, когда «112 офицеров полиции Детройта, IRS и полиции штата Мичиган прибыли в отель». Непосредственным результатом рейда стал арест Джона Уайта и ещё 40 человек, причастных к азартным играм, а также изъятие «160 000 квитанций о ставках, 60 000 долларов наличными (эквивалент 473 000 долларов на сегодняшний день с поправкой на инфляцию), 33 арифмометров, краплённых карт и шулерских костей». Среди арестованных в тот день был и Пит Ликаволи. Хотя он никогда официально не обвинялся причастности к нелегальным азартным играм в отеле Gotham, предполагается, что Ликаволи играл важную роль в этих игорных операциях из-за его положения в детройтской мафии и обнаруженного в его в личном телефонном справочнике номера телефона Джона Уайта. Скандальное закрытие одного из самых прибыльных и безопасных незаконных игорных заведений в Детройте отпугнуло других в городе и привело к эмиграции игроков в другие города.

## Аресты и суды
За всю жизнь Питеру Ликаволи было предъявлено 38 уголовных обвинений разной степени тяжести. Его подозревали в причастности к самому громкому преступлению в Детройте 1930 года, когда популярный радиокомментатор Джерри Бакли, известный своей борьбой с преступностью, был застрелен в вестибюле детройтского отеля LaSelle. Несмотря на серьёзность этого обвинения, Ликаволи твёрдо отстаивал в суде свою невиновность, и в конце концов обвинения были сняты за отсутствием доказательств.
Насилие было постоянным явлением в карьере Пита. Он был допрошен и в конечном итоге освобождён в связи с двумя другими убийствами эпохи «сухого закона»: торговца нелегальным спиртным Джо Таллмана и гангстера из Сент-Луза Милфорда Джонса. Власти приписывали Ликаволи убийства не менее 15 человек в период между его деятельностью в качестве босса «Пурпурной банды» и 1950 годом, но он так и не был осуждён ни за одно убийство. Пит был осуждён только по четырем из 38 обвинений: подкуп таможенника во время «сухого закона»; уклонение от уплаты подоходного налога в 1950-х годах; неуважение Конгресса за отказ предстать перед парламентским расследованием и продажу украденной картины агенту под прикрытием.
Несмотря на огромное богатство, годовой доход контролируемых Ликаволи предприятий оценивался в 150 миллионов долларов, в 1956 году он занизил свой доход на 29 000 долларов (289 000 долларов в ценах 2021 года). В сентябре 1956 года большое федеральное жюри предъявило ему обвинение в этом. В 1958 году Ликаволи был приговорён за уклонение от уплаты подоходного налога к двум с половиной годам лишения свободы и штрафу в размере 10 000 долларов. В ходе этого судебного разбирательства федеральный судья Теодор Левин опроверг описание адвокатом Ликаволи Пита как «преданного семьянина и прилежного, трудолюбивого бизнесмена-самоучки», указав, что «Ликаволи на протяжении 30 лет ассоциировал себя с крупными рэкетирами».
Криминальная карьера Ликаволи не ограничивалась финансовой сферой. Ликаволи также признал себя виновным в заговоре с целью подкупа сотрудника федеральной таможни. Судья Эдвард Дж. Мойне приговорил его к двум годам тюремного заключения и штрафу в размере 1000 долларов. Это было первое преступление, за которое Ликаволи был осуждён. Признание вины Ликаволи было сделано после того, как правительственный агент под прикрытием и один из бывших таможенников, которые обвиняли Ликаволи во взяточничестве, предоставили компрометирующие доказательства: Ликаволи заплатил Шеллу Миллеру, бывшему сотруднику таможенной службы, 200 долларов и три бутылки виски в 1928 году чтобы обеспечить безопасность при доставке контрабандного спиртного из Канады.
Ближе к концу своей карьеры Пит переехал в Тусон (Аризона), став одним из самых богатых людей штата. Ликаволи приобрел большое количество земли и коммерческой недвижимости в Тусоне, в том числе ранчо, назвав его в честь своей жены Грейс Боммарито. Ранчо Грейс более 35 лет служило штаб-квартирой семьи Ликаволи и убежищем для мафии. Из Тусона Ликаволи строил игорную сеть в Аризоне и контролировал дела в Детройте.
Даже со своими миллионами долларов, которые были спрятаны, Пит не мог устоять перед желанием продать недорогую украденную картину агенту ФБР под прикрытием. Он предстал перед федеральным судьей в Тусоне и был приговорён к 18 месяцам лишения свободы, небольшому сроку, учитывая, что правительство США безуспешно пыталось посадить его за решетку более 25 лет.

## Смерть
После долгой карьеры в «Пурпурной банде» и пяти с половиной лет, проведенных в тюрьме из-за преступной карьеры, здоровье Ликаволи начало ухудшаться. У него был рак в стадии ремиссии и больная печень. 11 января 1984 года Пит Ликаволи умер в возрасте 81 года от болезни сердца в своём доме в Тусоне. В своём некрологе сенатор Эстес Кефаувер описывал его как «одного из самых хладнокровных и презренных персонажей, которые предстали перед моим комитетом».